# Atlético Sport Club
El Atlético Sport Club Femenino, también llamado Atlético SC, es un club de fútbol venezolano. Como actual ganador del torneo invitacional femenino 2021 organizado en la ciudad de Baruta, el equipo obtuvo el derecho de representar a su federación en la Copa Libertadores Femenina 2020.

## Datos
- Participaciones Internacionales (1):
- Copa Libertadores Femenina: 2020 (Fase de grupos).

## Palmarés

### Torneos nacionales
- Torneo invitacional femenino 2021 (1): 2021